# 马尔科·斯特雷勒
马尔科·斯特雷勒 (1981年6月18日—) ，已退役瑞士足球运动员 ，司職前鋒 。他現在是巴塞爾的體育總監。
斯特雷勒出生于瑞士，在家鄉球會巴塞爾開始及結束自己的职业足球生涯，期間曾短暫效力德甲球會斯图加特及科隆。他夺得八次瑞士足球超级联赛冠军，一次德國甲組聯賽冠軍和三次瑞士杯冠军。

## 职业生涯

### 巴塞爾
2000年，斯特雷勒在在家鄉球會巴塞爾開始自己的职业生涯。2001-02賽季，他在首場聯賽對上塞尔维特時，不幸在比賽的最後一分鐘頂進一個烏龍球，但無礙巴塞爾以3-1獲勝。
這也是斯特雷勒在這季為巴塞爾上陣的唯一一場比賽，這場比賽後他被外借到參加瑞士挑战联赛的FC Concordia Basel直到球季結束，期間斯特雷勒為FC Concordia Basel上陣30場，攻進16球。在下一季，斯特雷勒替巴塞爾上陣三場後，被外借到同是瑞士足球超级联赛的图恩。他在图恩上陣16場，攻進8球。回到巴塞爾的斯特雷勒狀態持續，在2003-04賽季上陣16場已攻入13球，得到包括斯图加特在內的一些德甲俱樂部的注意。

### 德甲
斯特雷勒在2004年夏天轉到斯图加特。他是斯图加特奪得2006-07德甲冠軍的成員之一，但他的表現得不到球隊高層的認同。2006年一月，他被外借到科隆以保持比賽狀態。

### 回歸巴塞爾
在德國三年後，斯特雷勒在2007年6月自由轉會回到母會巴塞爾。回到巴塞爾後斯特雷勒狀態回勇, 在2007-2015間七次為球隊奪得瑞士足球超级联赛冠軍，其中在2012-13球季於欧足联欧洲联赛晉級最後四強, 在2014-15球季於欧洲冠军联赛晉級十六強。

## 國際賽生涯
他代表瑞士參加2006年國際足協世界盃及2008年欧洲足球锦标赛。

## 荣誉
巴塞爾:
- 瑞士足球超级联赛: 2003–04年, 2007–08年, 2009–10年, 2010–11年, 2011–12年, 2012–13年, 2013–14年, 2014–15年
- 瑞士盃: 2007–08年, 2009–10年, 2011–12年

斯图加特:
- 德國甲組足球聯賽: 2006–07年